# 화랑로 (고양시)
화랑로(Hwarang-ro)는 경기도 고양시 덕양구 화전동 화전사거리에서 창릉동 창릉동사거리를 잇는 경기도의 도로이다.

## 연혁
- 2009년 9월 11일: 도로명으로 화랑로를 고시

## 주요 경유지
경기도 고양시
- 덕양구 (화전동, 창릉동)

## 주요 건물 및 시설
- 한국항공대역 (경기도 고양시 덕양구 화랑로 53)